# 大河原昭次
大河原 昭次（おおかわら しょうじ、1932年（昭和7年）12月2日 - ）は、日本の実業家。株式会社東食（現・カーギルジャパン）元常務。同社元加工原料本部長。衆議院議員の河野太郎の義父。

## 経歴
群馬県出身。大河原茂平・カネの次男に生まれる。1957年慶應義塾大学経済学部卒業。同年4月東食に入社。1981年8月食品第三副部長、1986年1月食品第一部長委嘱を経て、1989年1月取締役に就任。同年8月加工原料本部長委嘱、1992年1月常務に就任する。

## 人物
趣味はゴルフとテニス。宗教は禅宗。

## 家族・親族
- 兄・清一（1928年8月16日生まれ、東京農工大学卒、群馬県信用組合理事長）
- 妻・久子（1936年6月19日生まれ、フェリス女学院短期大学卒、父は横浜ゴム元専務の永岡俊一（後述参照）、祖父は柔道家で講道館10段の永岡秀一）
- 岳父・永岡俊一（1906年11月23日生まれ、南房総エンタープライズ社長、横浜ゴム元専務、慶應義塾大学経済学部卒）
- 長男・純（1963年4月5日生まれ、慶應義塾大学経済学部卒、住友商事勤務）
- 長女・香（1965年2月25日生まれ、聖心女子大学文学部卒、河野太郎の妻）